# Pałac w Radzikowie
Pałac w Radzikowie – zabytkowy pałac w Radzikowie, w powiecie słubickim na terenie województwa lubuskiego.

## Opis
Budynek podpiwniczony, murowany z cegły pełnej ceramicznej. Dach karpiówka układana w koronkę.
Po 1945 własność państwowa, administrowana przez państwowe gospodarstwo rolne. W 1973 przeprowadzono remont generalny, dostosowując wnętrza do bieżących potrzeb.
Aktualnie pałac nie jest użytkowany.